# Krekhaus
„Krekhaus“ е българска рок група, създадена през 2016 г. в София от Явор Недев и Георги Велинов. Стилът на Krekhaus обединява алтернативен рок, фънк, блус, соул и джаз. Групата е в състав от четирима души. Първата песен, която групата издава онлайн, е Off Together (2016). Дебютният им сингъл On the Hidden Tracks излиза през май 2018 г. в подготовка за издаването на дебютния албум на бандата – Odd One Out, обявен за юли 2018 г.

## История
Явор Недев и Георги Велинов се запознават случайно, чрез общи приятели, през лятото на 2014 г. в София. Разбират се някой път да посвирят заедно. Втория път, когато това се случва, прекарват две седмици в квартирата на Георги, без да я напускат, в писане на музика. В края вече имат няколко парчета. Двамата започват серия от акустични участия под името Hapcats, но търсят и още музиканти за състава.
Запознават се с Явор Милчев по време на негово акустично изпълнение заедно с певицата Ния, когато Явор Недев спонтанно и без покана се присъединява към двамата музиканти, свирейки на кахон. Въпреки първоначалното си раздразнение от случката, Явор Милчев се свързва с Krekhaus и сам пожелава да се включи в бандата, след като чува една от вече написаните им песни. Предлага и барабаниста Пеньо Гочев. Бандата започва редица от участия в софийски клубове, както и на няколко големи фестивала, сред които „София диша“ и „Капана Фест“. Правят и две сериозни колаборации, като подгряват за „Остава“ и стават част от лейбъла Homeovox. В края на 2016 г. Пеньо внезапно напуска бандата, за да се фокусира върху следването си и други проекти. Това оставя бандата в тежък шестмесечен период на несигурност и въпреки няколко малки участия, времето не е щастливо. През април 2017 г. обаче към групата се присъединява барабанистът Матей Христосков, с когото те се познават от съвместни джам сесии в миналото. След няколко участия новият състав се закрепя и през октомври същата година записва материал за първия си албум. Името на бандата е сменено от Krekhaus Jam на Krekhaus. В началото на 2018 г. бандата е избрана от австрийското пауър трио Mother’s Cake да подгрява на софийския им концерт по време на европейското им турне. За официална дата на представяне на дебютния албум Odd One Out е обявен 18 юли 2018 на сцената на столичното заведение „Маймунарника“.

## Дискография

### Албуми
| Година | Вид             | Заглавие      |
| ------ | --------------- | ------------- |
| 2018   | албум           | Odd One Out   |
| 2019   | албум (на живо) | Krekhaus Live |

### Сингли
| Година | Вид    | Заглавие             |
| ------ | ------ | -------------------- |
| 2016   | сингъл | Off Together         |
| 2018   | сингъл | On the Hidden Tracks |

## Членове
- Георги Велинов – вокали, клавирни, пиано
- Матей Христосков – барабани
- Явор Милчев – бас, китара, беквокали
- Явор Недев – китара, беквокали

Бивши членове
- Пеньо Гочев – барабани (напуска 2016 г.)